# Establo Asahiyama

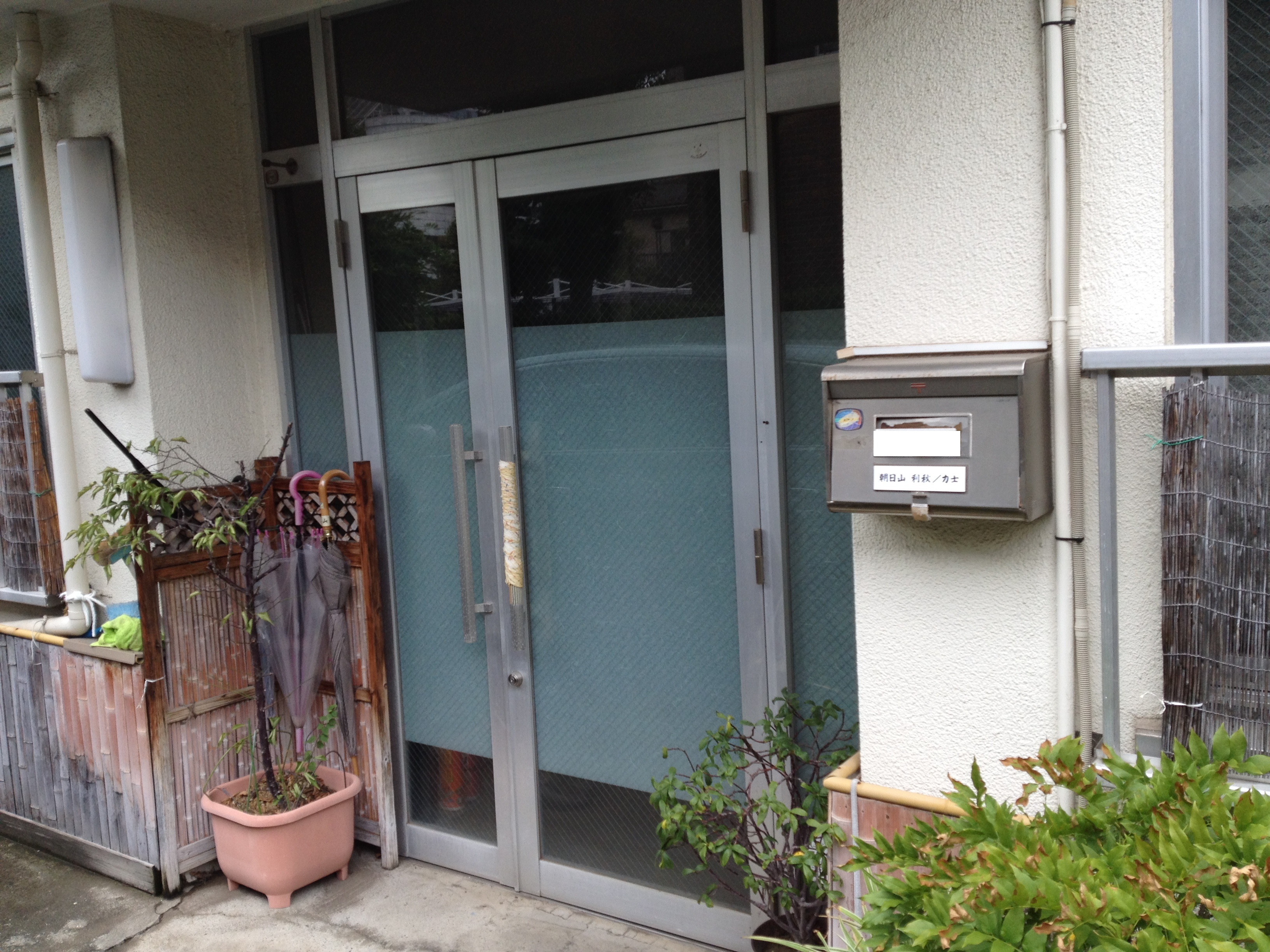
Entrada principal del difunto Establo Asahiyama (2014)

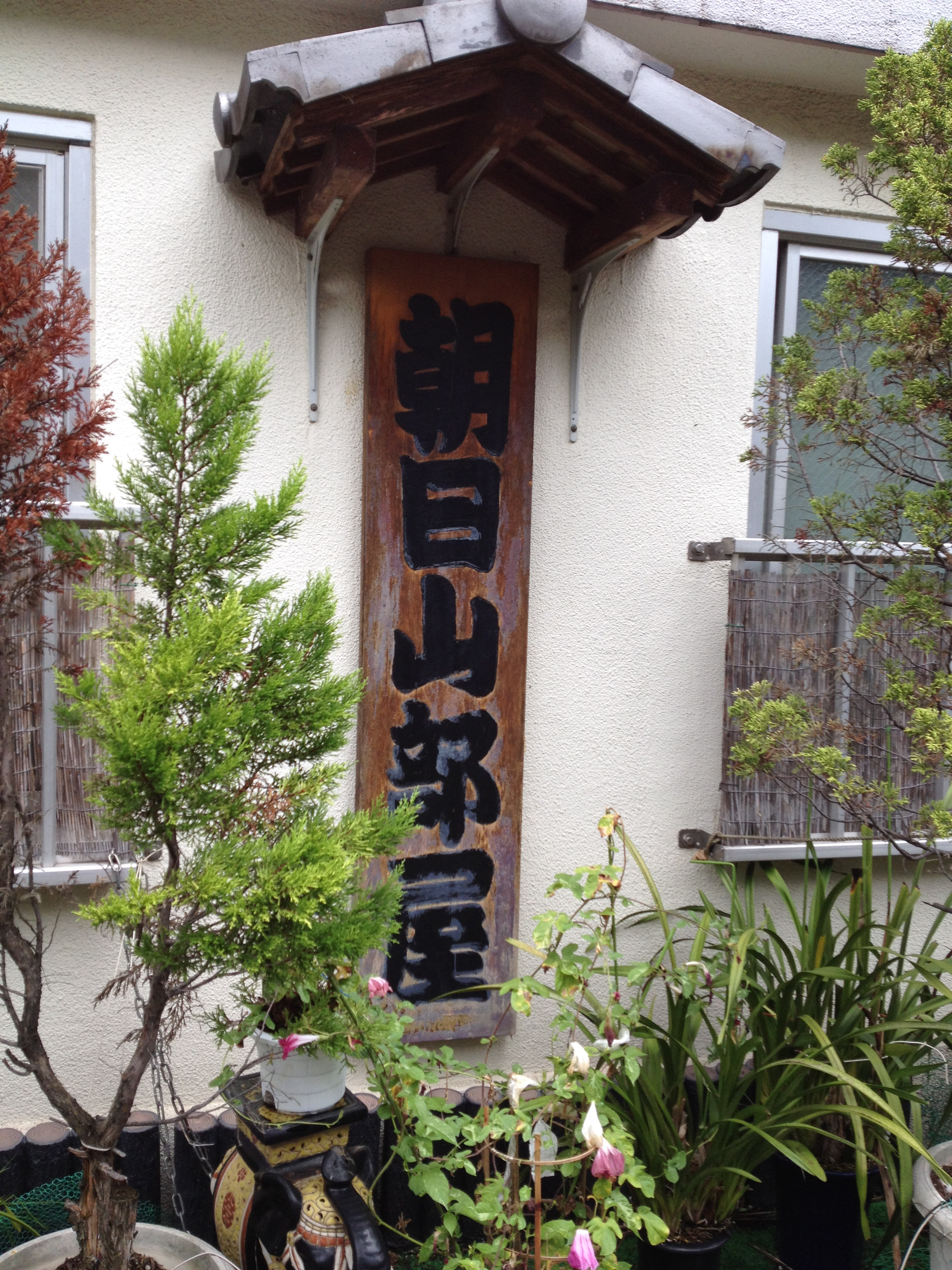
Placa de madera con el nombre del Establo Asahiyama (2014)

El Establo Asahiyama (朝日山部屋, Asahiyama-beya) fue un establo de entrenamiento de sumo profesional. El establecimiento formó parte del ichimon Isegahama. Asahiyama acumuló una larga historia en el sumo profesional, no obstante, en enero de 2015 fue cerrado oficialmente y todo su personal, incluyendo a los luchadores, fue transferido a otros establos.

## Historia
Durante su etapa activa, el establo Asahiyama solía ser uno de los heya más antiguos en el sumo profesional, remontándose al año 1896 cuando fue fundado. Al momento de su cierre, fue el único establo de sumo cuya existencia podía ser trazada hasta los días de la Asociación de Sumo de Osaka, la cual era rival de la Asociación de Sumo de Tokio, y en donde poseía un fuerte dominio, produciendo al vigésimo octavo (28°) yokozuna Ōnishiki Daigorō en 1918. Durante los años 70, el establo fue hogar de seis luchadores tonganos (incluyendo a Sione Vailahi y Tonga Fifita) reclutados por el ex maegashira Futaseyama[ja], pero cuando este último falleció en 1975, los jóvenes se encontraron en medio de una disputa de sucesión entre el ex maegashira Ryūō[ja] y el hombre que eventualmente se convirtió en el nuevo maestro, el ex komusubi Wakafutase. Los jóvenes apoyaron a la viuda de Futaseyama, la cual prefería a Ryūō como maestro, por lo que luego fueron retirados de la Asociación Japonesa de Sumo. Como resultado de esta controversia, varios oficiales de la asociación tuvieron que viajar a Tonga para explicarle a su rey, Tāufaʻāhau Tupou IV, lo que había ocurrido. Wakafutase lideró el establo hasta su fallecimiento en 1997. Este fue sucedido por el ex ōzeki Daiju.
Cuando Daiju alcanzó la edad de retiro obligatoria en 2015 sin nombrar a un sucesor, el establo fue cerrado. Una parte del personal, entrenadores y todos los luchadores (en su totalidad de bajo rango) fueron transferidos al establo Isegahama (líder del ichimon homónimo), mientras que los demás fueron transferidos al establo Asakayama.

## Nombres de ring
En los últimos años de este establo, los luchadores solían adoptar nombres de ring o shikona con el prefijo "Dai" (大), significando grande, y extraído del nombre del último maestro y dueño del establo, el ōzeki Daiju.

## Dueños
- 1997–2015: El décimo octavo (18°) Asahiyama Toshiaki (yakuin taigu iin, ex ōzeki Daiju)
- 1975–1997: El décimo séptimo (17°) Asahiyama Tadayuki (ex komusubi Wakafutase)
- 1963–1975: El décimo sexto (16°) Asahiyama Shōgo  (ex maegashira Futaseyama[ja])
- 1959–1963: El décimo quinto (15°) Asahiyama Shirōemon (ex sekiwake Kōzuzan[ja])
- 1943–1959: El décimo cuarto (14°) Asahiyama Shirōemon (ex sekiwake Futasegawa)
- 1918–1943: El décimo tercer (13°) Asahiyama Shirōemon (ex ōzeki Futasegawa)
- 1916–1918: El décimo segundo (12°) Asahiyama Daigorō (el vigésimo octavo (28°) yokozuna Ōnishiki)
- 1896–1916: El décimo primer (11°) Asahiyama Shirōemon (ex maegashira Iwagatani)

## Exluchadores destacados
- Kōtetsuyama (ex sekiwake)
- Daihishō (ex maegashira)
- Daimanazuru (ex maegashira)
- Ryūō[ja] (ex maegashira)
- Tokusegawa (ex maegashira)
- Oniarashi (ex jūryō)
- Yujiro Shirakawa (ex jonidan, más tarde actor y cantante)

## Entrenadores
- Kiriyama Kuniyuki (iin, ex komusubi Kurosegawa)

## Asistentes
- Shiraiwa Masatoshi (wakaimonogashira, ex jūryō, de nombre real: Masatoshi Satō)
- Saisu Minoru (sewanin, ex maegashira, de nombre real: Minoru Saisu)

## Yobidashi
- Hideo (tate yobidashi, de nombre real: Hidehito Yamaki)
- Kōji (jūryō yobidashi, de nombre real: Takuma Hatano)

## Tokoyama
- Tokoyodo (tokoyama de primera clase)
- Tokosei (tokoyama de segunda clase)